# アラン・ウォリナー＝リトル
アラン・ウォリナー＝リトル（Alan Warriner-Little、1962年3月24日 - ）は、イングランドの元プロダーツプレイヤー。
WDC (現PDC) の初代ランキング1位のプレイヤーであり、通算在位日数でもフィル・テイラー, マイケル・ヴァン・ガーウェンに次いで歴代3位の1558日を誇る。

## 来歴
ウォリナーの世界選手権デビューは1989年のBDOにおいてであり、第2ラウンドで最終的なチャンピオンであるジョッキー・ウィルソンにサドンデスレッグの末敗れた。間もなくウォリナーはBDOのトッププレイヤーの一人に名を連ね、1991, 92年と世界選手権で続けてベスト8に入ると、翌93年は決勝まで進み、そこでジョン・ロウに敗れた。
WDC結成後もウォリナーは一貫した状態を維持し、1994年から2004年までの10年間でメジャートーナメントの準々決勝に19回進出し、その内決勝には4度進んだ。特に90年代後半から2000年代初頭にかけての状態はよく、優勝した2001年のワールド・グランプリでは第1ラウンドでトーナメント記録となる対戦平均値106.45をたたき出すなど、その驚異的な得点力で度々フィル・テイラーを脅かす存在であった。
ウォリナーの最後の世界選手権出場は2008年のPDCワールド・ダーツ・チャンピオンシップにおいてであり、第2ラウンドでピーター・マンリーに敗れた。同年のUKオープンを最後に主要なダーツトーナメントには参加していない。2024年現在、ウォリナーはイギリスの放送局であるITVの解説者として、ダーツ界で活躍している。

## 主な成績

### BDO世界選手権
- 9勝5敗 出場5回
- 優勝: 無し
- 準優勝: 1回 (1993)
- ベスト4: 無し
- ベスト8: 2回 (1991 - 92)

### ワールド・マスターズ
- 27勝8敗 出場8回
- 優勝: 無し
- 準優勝: 1回 (1998)
- ベスト4: 1回 (1992)
- ベスト8: 1回 (1991)

### PDC世界選手権
- 25勝15敗 出場15回
- 優勝: 無し
- 準優勝: 無し
- ベスト4: 2回 (1999, 2003)
- ベスト8: 7回 (1994, 96 - 97, 2000 - 01, 04, 06)

### ワールドマッチプレー
- 19勝14敗 出場14回
- 優勝: 無し
- 準優勝: 2回 (1997, 2000)
- ベスト4: 無し
- ベスト8: 2回 (1996, 2003)

### ワールドグランプリ
- 13勝9敗 出場9回
- 優勝: 1回 (2001)
- 準優勝: 1回 (2004)
- ベスト4: 無し
- ベスト8: 2回 (2000, 03)

### ラスベガス・デザートクラシック
- 3勝4敗 出場4回
- 優勝: 無し
- 準優勝: 無し
- ベスト4: 無し
- ベスト8: 1回 (2003)

### UKオープン
- 5勝6敗 出場6回
- 優勝: 無し
- 準優勝: 無し
- ベスト4: 無し
- ベスト8: 1回 (2004)

### 年度別成績
| 年   | BDO | BDO | PDC | PDC | PDC | PDC | PDC |
| 年   | WPC | WM  | WDC | WMP | WG  | LAS | UK  |
| ---- | --- | --- | --- | --- | --- | --- | --- |
| 1989 | L16 | L16 | NH  | NH  | NH  | NH  | NH  |
| 1990 | L32 | L16 | NH  | NH  | NH  | NH  | NH  |
| 1991 | QF  | QF  | NH  | NH  | NH  | NH  | NH  |
| 1992 | QF  | SF  | NH  | NH  | NH  | NH  | NH  |
| 1993 | F   | NJ  | NH  | NH  | NH  | NH  | NH  |
| 1994 | NJ  | NJ  | QF  | L16 | NH  | NH  | NH  |
| 1995 | NJ  | NJ  | GS  | L16 | NH  | NH  | NH  |
| 1996 | NJ  | NJ  | QF  | QF  | NH  | NH  | NH  |
| 1997 | NJ  | NJ  | QF  | F   | NH  | NH  | NH  |
| 1998 | NJ  | F   | GS  | L16 | L16 | NH  | NH  |
| 1999 | NJ  | L32 | SF  | L16 | L16 | NH  | NH  |
| 2000 | NJ  | NJ  | QF  | F   | QF  | NH  | NH  |
| 2001 | NJ  | NJ  | QF  | L16 | W   | NH  | NH  |
| 2002 | NJ  | NJ  | L16 | L16 | L32 | L16 | NH  |
| 2003 | NJ  | NJ  | SF  | QF  | QF  | QF  | L64 |
| 2004 | NJ  | NJ  | QF  | L16 | F   | L16 | QF  |
| 2005 | NJ  | NJ  | L32 | L32 | L32 | L32 | L96 |
| 2006 | NJ  | NJ  | QF  | L32 | L32 | NJ  | L64 |
| 2007 | NJ  | NJ  | L64 | L32 | NJ  | NJ  | L96 |
| 2008 | NJ  | NJ  | L32 | NJ  | NJ  | NJ  | L64 |

注: 表中のNHは不開催, NJは非参加, QFは準々決勝敗退, SFは準決勝敗退, Fは準優勝, Wは優勝, GSはグループステージ敗退を示す。トーナメント表記は以下の通りである。
WPC: BDOワールド・プロフェッショナル・ダーツ・チャンピオンシップス, WM: ワールド・マスターズ, WDC: PDCワールド・ダーツ・チャンピオンシップ, WMP: ワールド･マッチプレイ, WG: ワールド・グランプリ, LAS: ラスベガス・デザート・クラシック, UK: UKオープン

## 世界選手権の結果

### BDO
- 1989年: 第2ラウンド (2 - 3 ジョッキー・ウィルソンに敗北)
- 1990年: 第1ラウンド (0 - 3 マイク・グレゴリーに敗北)
- 1991年: 準々決勝 (3 - 4 ボブ・アンダーソンに敗北)
- 1992年: 準々決勝 (0 - 4 ケビン・ケニーに敗北)
- 1993年: 準優勝 (3 - 6 ジョン・ロウに敗北)

### PDC
- 1994年: 準々決勝 (3 - 4 スティーブ・ブラウンに敗北)
- 1995年: グループステージ (1 - 3 デニス・スミスに敗北; 3 - 2 トム・カービーに勝利)
- 1996年: 準々決勝 (1 - 4 デニス・プリーストリーに敗北)
- 1997年: 準々決勝 (3 - 5 エリック・ブリストウに敗北)
- 1998年: グループステージ (0 - 3 ハリー・ロビンソンに敗北; 3 - 1 スティーブ・ブラウンに勝利)
- 1999年: 準決勝 (3 - 5 フィル・テイラーに敗北)
- 2000年: 準々決勝 (0 - 5 フィル・テイラーに敗北)
- 2001年: 準々決勝 (1 - 4 ジョン・パートに敗北)
- 2002年: 第2ラウンド (4 - 6 コリン・ロイドに敗北)
- 2003年: 準決勝 (1 - 6 フィル・テイラーに敗北)
- 2004年: 準々決勝 (1 - 5 フィル・テイラーに敗北)
- 2005年: 第3ラウンド (1 - 4 ポール・ウィリアムズに敗北)
- 2006年: 準々決勝 (0 - 5 ウェイン・マードルに敗北)
- 2007年: 第1ラウンド (0 - 3 アラン・タバーンに敗北)
- 2008年: 第2ラウンド (1 - 4 ピーター・マンリーに敗北)